# بني غنيم
قرية بنى غنيم هي إحدى القرى التابعة لمركز الواسطى في محافظة بني سويف في جمهورية مصر العربية. حسب إحصاءات سنة 2006، بلغ إجمالي السكان في بنى غنيم 5802 نسمة، منهم 3033 رجل و2769 امرأة.